# Micracanthia pumpila
Micracanthia pumpila är en insektsart som beskrevs av Willis Blatchley 1928. Micracanthia pumpila ingår i släktet Micracanthia och familjen strandskinnbaggar. Inga underarter finns listade i Catalogue of Life.